# Миљонико
Миљонико (итал. Miglionico) је насеље у Италији у округу Матера, региону Базиликата.
Према процени из 2011. у насељу је живело 2342 становника. Насеље се налази на надморској висини од 450 м.

## Становништво
Према резултатима пописа становништва 2011. у општини је живело 2.543 становника.
| 1951. | 1961. | 1971. | 1981. | 1991. | 2001. | 2011. |
| ----- | ----- | ----- | ----- | ----- | ----- | ----- |
| 4.272 | 3.722 | 2.783 | 2.617 | 2.718 | 2.630 | 2.543 |